# ラファイエット (コロラド州)
ラファイエット（Lafayette）は、アメリカ合衆国コロラド州のボルダー郡にある都市。人口は3万0411人（2020年）。州都デンバーの北西40キロメートルに位置している。

## 歴史
1880年代に炭鉱労働者が入植し石炭の採掘が始まった。1890年に法人化し「ラファイエット町」が誕生した。第二次世界大戦後のエネルギー政策の変革により石炭の需要は無くなり炭鉱は1950年代に閉鎖された。
幸いにもデンバー都市圏の拡大に伴う開発の波がラファイエットに押し寄せ、産業の多様化が進んだ結果、経済の健全性を維持することができた。今日のラファイエットはデンバーのベッドタウンであり人口は増加傾向にある。

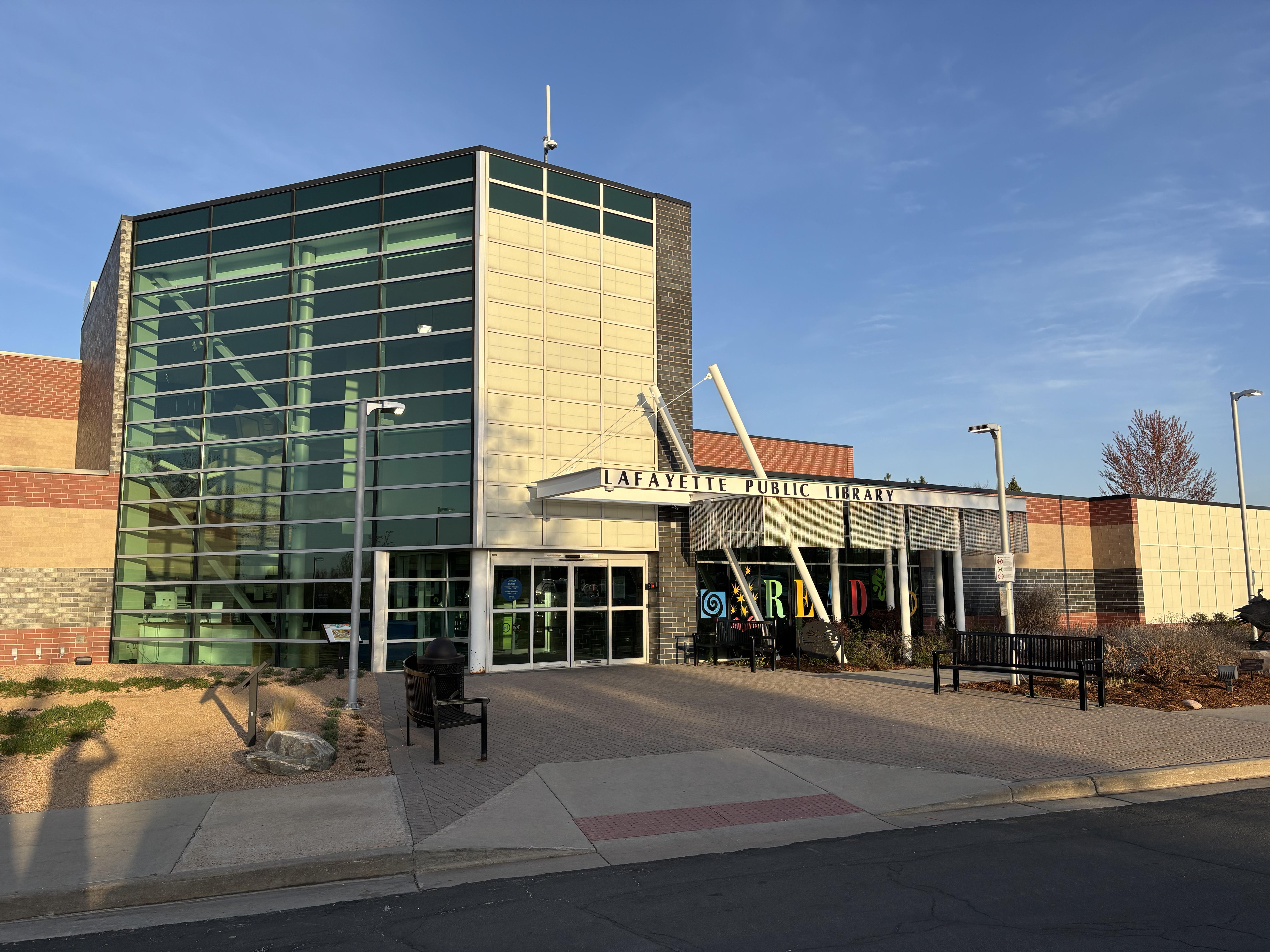
ラファイエット図書館